# Vince Guaraldi
Vince Guaraldi, né Vincent Anthony Dellaglio à San Francisco le 17 juillet 1928 et est mort le 6 février 1976 à Menlo Park,(Comté de San Mateo, Californie) d'une crise cardiaque, est un compositeur et un pianiste américain. Prolifique et talentueux, Vince Guaraldi est emblématique du jazz de San Francisco. Il est surtout connu du public pour ses compositions pour la série de dessins animés Charlie Brown de Charles Schulz, notamment A Charlie Brown Christmas, It's The Great Pumpkin, Charlie Brown et Oh Good Grief (interprétées par le Vince Guaraldi Trio), dont l'un des airs les plus connus est sans doute Linus and Lucy.

## Biographie

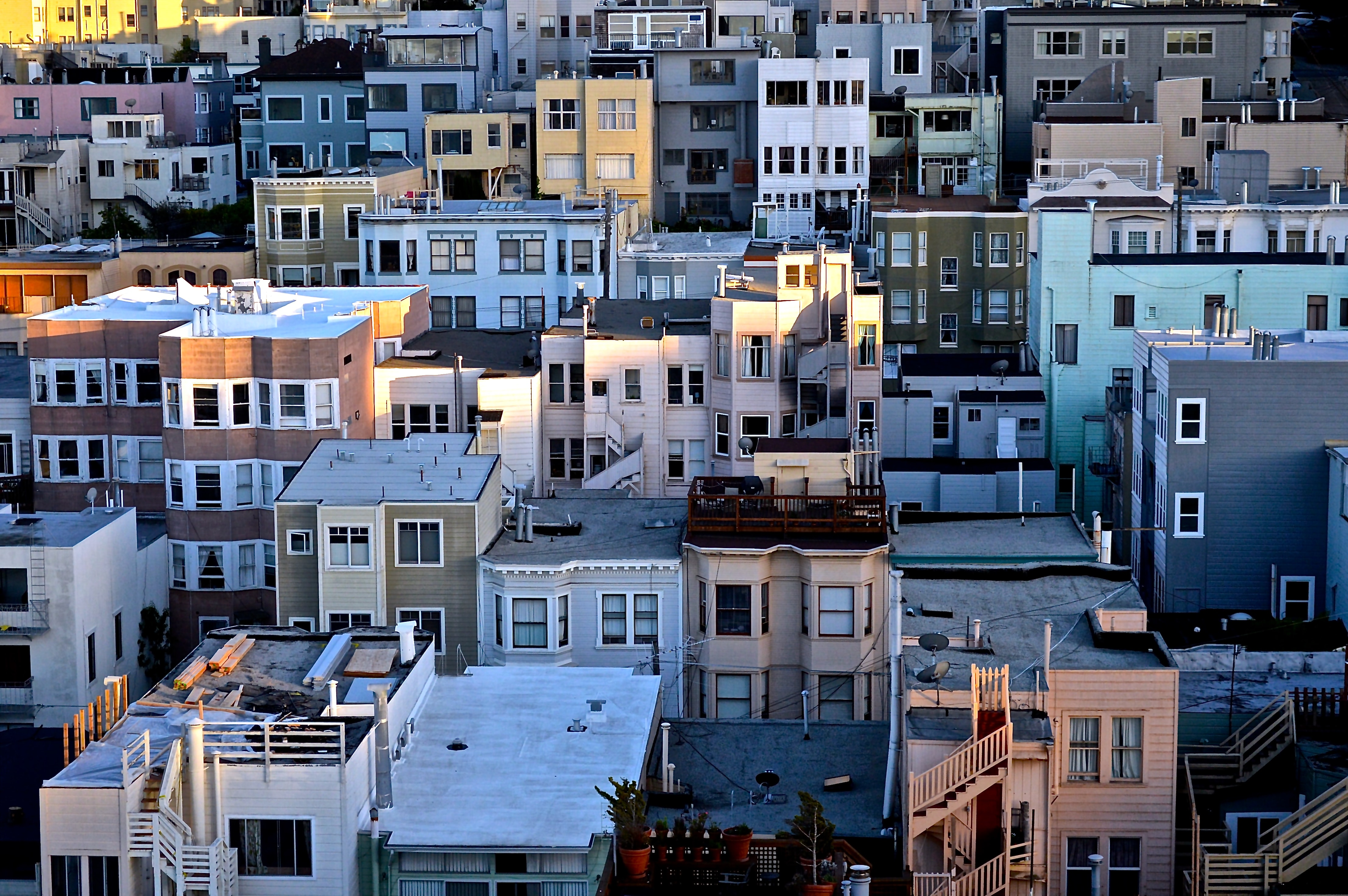
Les quartiers résidentiels de North Beach de San Francisco, où le jeune Vince Dellaglio a passé son enfance.

### De Vincent Dellaglio à Vince Guaraldi: une vie de famille compliquée…
Vincent Anthony Dellaglio, futur Vince Guaraldi, nait  à San Francisco, North Beach le 17 juillet 1928 de Carmella (Marcellino) et d'un briquetier nommé Vince Dellaglio, deux familles d’origine italienne de San Francisco.
Son père quitte la maison quand le garçon avait 4 ans, et un divorce s’ensuit. Carmella rencontre et épouse bientôt Anthony (Tony) Guaraldi, plus connu sous le surnom de Secondo. Au début, du moins, Carmella et Secondo vivaient seuls ; Vince a été « viré à l'étage » pour vivre avec sa grand-mère.
Vers ses 7 ans en 1935, sa mère Carmella, commence à lui donner ses premières leçons de piano.
Les dossiers de recensement indiquent qu'au 25 avril 1940, le jeune Vince Dellaglio, âgé de presque 12 ans, vivait bien chez sa grand-mère, Jenny L. Marcellino,, au 1555 de la 19e avenue, à San Francisco et non plus ses parents, les époux Guaraldi.
À cette époque, Secondo Guaraldi adopte Vince, donnant au garçon le nom sous lequel nous le connaissons aujourd'hui. Malheureusement, le second mariage de Carmella n’est pas mieux passé que le premier ; elle et Secondo vont finalement divorcer et elle ne se mariera plus jamais .

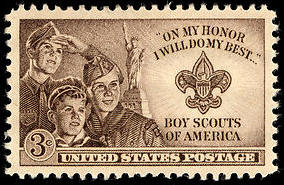
La devise des scouts américains sur un timbre de l’US Postal Service célébrant le scoutisme (1950)

Vincent s’inscrit chez les Scouts en 1941, pour « l'année se terminant en février 1942 », sous le nom de famille de Guaraldi. En 1942, le jeune Vincent alors scout, reçoit 3 certificats d’insignes du mérite récompensant son sens de la mise en sécurité, de la gestion de la santé des personnes et de la gestion du feu.

Pendant et après la seconde guerre mondiale, Guaraldi prend des leçons formelles et suit une formation musicale avec le pianiste de jazz, compositeur, leader de jazz-band et chef d'orchestre Leonard Auletti,,.
En juin 1946, le futur Vince Guaraldi obtient son diplôme de l’Abraham Lincoln High School, au centre du Sunset District de San Francisco.
Il rencontre aussi Shirley Moskowitz qu’il commence à fréquenter. 
Lorsque la guerre de Corée a éclaté, Guaraldi a été enrôlé et a travaillé comme cuisinier dans l'armée américaine (1950-1953) en Corée .
Après son service militaire pendant la guerre de Corée (1950-1953), il s'inscrit à l’Université, au San Francisco State College pour y poursuivre des hautes études.

### Les premiers enregistrements avec le Cal Tjader Trio

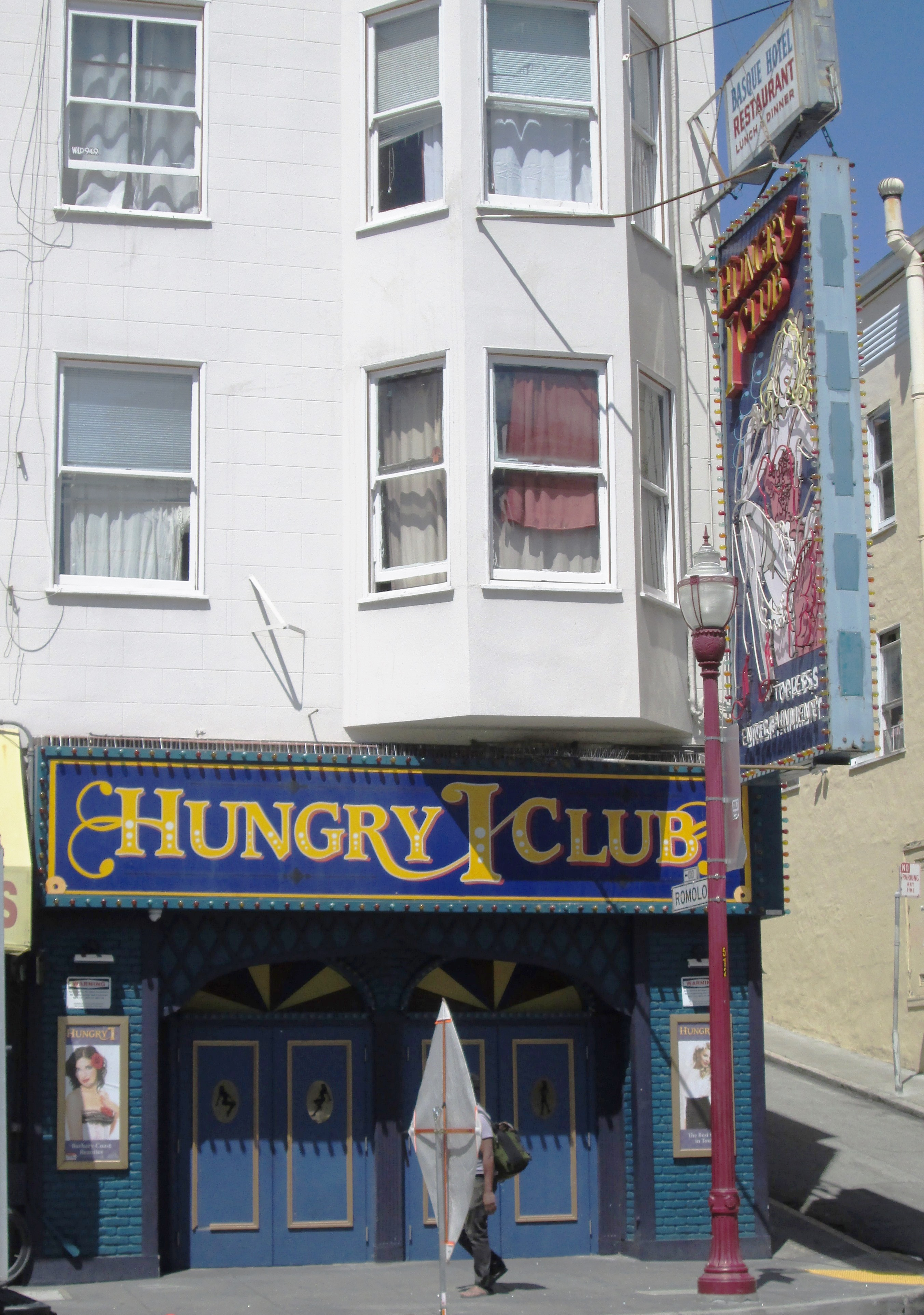
Vue du Hungry i Nightclub, localisé au 546 Broadway à l’angle de Romolo Place dans le voisinage de la North Beach de San Francisco, qui avait en ouvert en 1950 et où le jeune Vince Guaraldi s’est produit comme tout un tas d’autres jeunes artistes débutants des années 1950 à 70 tels que Woody Allen, le Père Malcolm Boyd, Lenny Bruce, Godfrey Cambridge, Dick Cavett, Professor Irwin Corey, Bill Cosby, the Gateway Singers, The Kingston Trio, Tom Lehrer, The Limeliters, John Phillips, The Journeymen, Mort Sahl, Ronnie Schell, Barbara Streisand…

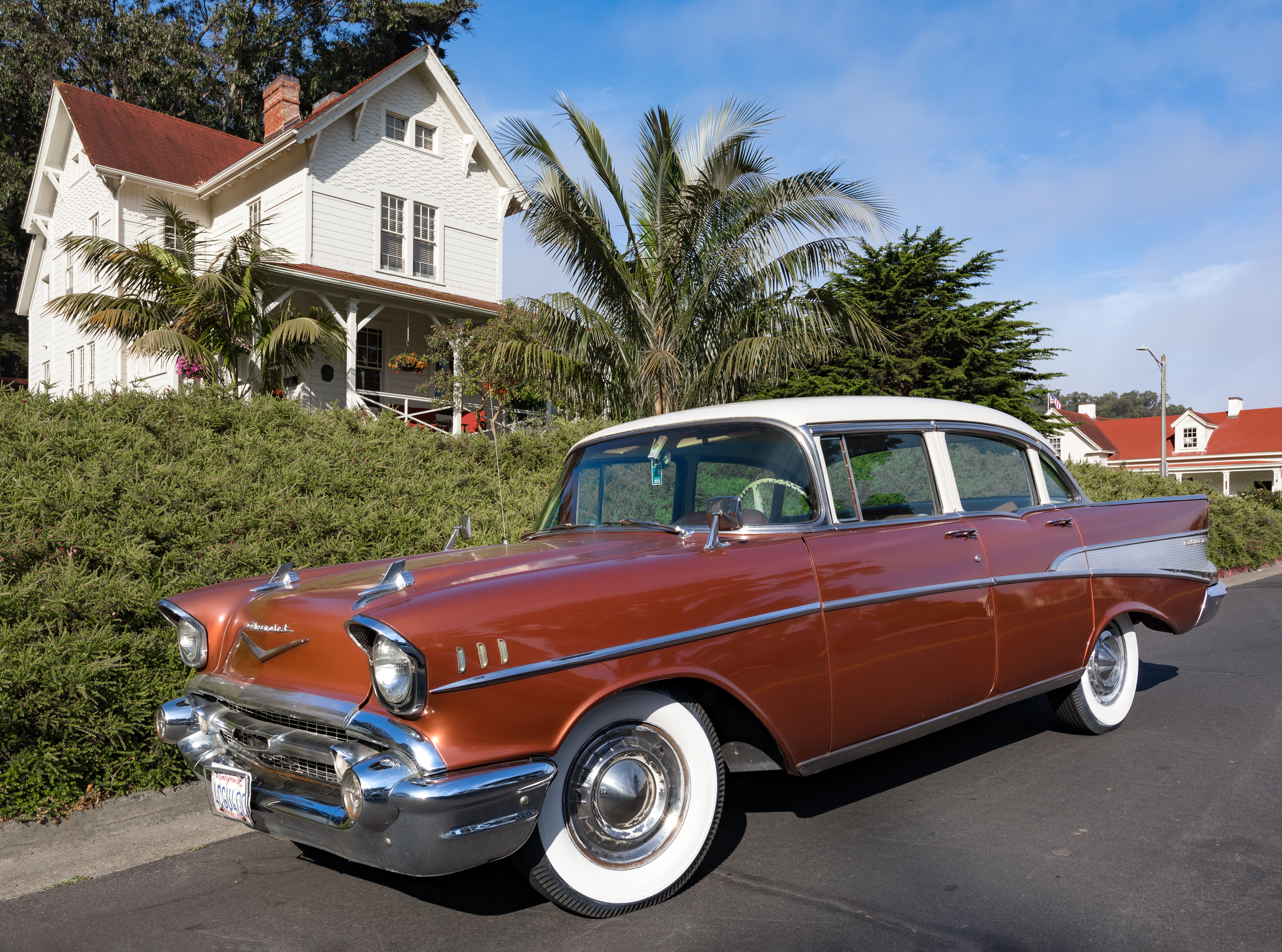
Un parfum d’ambiance de l’époque avec cette berline Chevrolet Bel Air 4 portes de 1957 garée sur Presidio Boulevard près de l'angle de Funston Avenue dans le "Presidio" de San Francisco (juillet 2019).

Avant de partir en Corée et durant ses permissions, de retour au pays à San Francisco, Guaraldi s'immerge dans la scène musicale de San Francisco où il découvre les clubs de jazz dont The Blackhawk. L'un de ses premiers concerts a eu lieu pendant les entractes au Blackhawk, à l'époque où Art Tatum jouait dans ce club. En 1951, Vince Guaraldi rejoint le trio de Cal Tjader et participe à leur premier album, prépublié en EP chez Galaxy Records, un label pour les EP Jazz d’une nouvelle maison de disque Fantasy Records. 
Au retour de Corée, Tjader étant très occupé avec une nouvelle formation mambo en quintet, préfigurant les débuts du Latin Jazz, Guaraldi décide former son propre trio, mais reprendra sa collaboration musicale avec Tjader quelques années plus tard jusqu’en 1959.
On le retrouvera encore comme pianiste du Ron Crotty Trio, Ron Crotty étant le contrebassiste des formations de The Dave Brubeck Octet, The Dave Brubeck Quartet, The Dave Brubeck Trio entre 1948 et 1950 pour lesquelles Cal Tjader jouait de la Batterie. Et Fantasy Records (Série 3-), sera la maison de disque éditrice de ces groupes de jazz.
Au sein du Cal Tjader Trio, Guaraldi a remplacé John Marabuto qui avait enregistré les 2 premiers EP dont une reprise instrumentale d’un standard du jazz "These Foolish Things", composé par Jack Strachey, enregistré notamment au chant par Billie Holiday en 1952 et par Bryan Ferry en 1973. L’album LP 10" du Cal Tjader Trio sort en 1953 : il compile les 4 EP parus chez Galaxy et est l’un des tout premiers albums édités par la maison de disques Fantasy records.
Pendant ses années de formation au Jazz et au boogie-woogie, Guaraldi a passé du temps dans l'armée U.S., a vécu brièvement à Los Angeles, puis est retourné dans la région de la baie de San Francisco. À quelques exceptions près, les enregistrements de Guaraldi se trouvent sur le label Fantasy, à commencer par son passage comme pianiste dans le Trio Cal Tjader original de 1950-51, qui jouait du jazz, du bebop et des airs afro-cubains.
Autour de fin mars 1953, Guaraldi rejoint le sextet de Bill Harris et Chubby Jackson, The Jackson-Harris Herd, remplaçant Sonny Truitt au piano (dont on sait qu'il était encore avec le groupe lors d'un concert au Birdland de New York à la mi-février). Ils jouent entre autres tous les soirs sur la scène du club The Blackhawk du 21 avril au 17 mai.
Le 2 mai 1953, un chroniqueur du San Francisco Examiner note que le combo « fait le meilleur business de la ville parmi les clubs de musique » .
Il tourne et enregistre avec le big band de Woody Herman en 1956-57 et de nouveau en 59. Pendant la même période, il enregistre avec Tjader et sort ses deux premiers albums en tant que leader, des sessions en trio avec le guitariste Eddie Duran et le bassiste Dean Reilly (disponible de nos jours en CD sous le nom de Vince Guaraldi Trio et A Flower Is a Lovesome Thing).
En 1957, le saxophoniste Stan Getz s'est joint au groupe de Cal Tjader (Album Cal Tjader/ Stan Getz Sextet) : cette formation lui a permis se frotter à des grands noms de la musique latine tels que Willie Bobo et Mongo Santamaría lors des concerts de Tjader. Selon un critique, Guaraldi (jouant dans le groupe de Tjader) a reçu la plus grande ovation du public au premier festival de jazz de Monterey en 1958.

### En route vers le Grammy Award avec le Vince Guaraldi Trio

Le 15 mai 1963, on annonce que l’auteur compositeur Vince Guaraldi et son single Cast Your Fate to the Wind de l’album Jazz Impressions at Black Orpheus (Vince Guaraldi Trio) nommé dans la catégorie Original Jazz Composition ont remporté le Grammy Award de la meilleure chanson de Jazz.

À la fin de 1960, il arrête sa fructueuse collaboration avec Cal Tjader, très gourmande en temps, pour se consacrer à développer sa propre carrière. On dira de lui plus tard qu’il a entamé une carrière discrète mais impressionnante, où les accolades, les récompenses et le succès financier lui sont venus uniquement grâce à sa musique.
Guaraldi était déjà bien connu dans le monde du jazz et dirigeait son trio avec le batteur Colin Bailey et le bassiste Monty Budwig lorsque, frappé par la musique de la bande originale du film Orfeu Negro d'Antônio Carlos Jobim et Luiz Bonfá, il est entré en studio en 1962 pour réaliser son propre album de samba/bossa, Jazz Impressions of Black Orpheus. Une face était remplie de ses arrangements de la musique du film, l'autre de morceaux de jazz et de pop, dont sa composition Cast Your Fate to the Wind.
"Samba de Orpheus" a été publié en single et envoyé aux stations de radio. La face B, Cast Your Fate to the Wind, a été choisie parce que c'était le seul autre morceau de l'album assez court pour tenir sur le 45 tours. On attribue à quelques disc-jockeys de Sacramento la découverte de la face B et sa diffusion, et bientôt elle a été diffusée sur les radios pop du pays. Le succès de l'album a donné naissance au documentaire télévisé  Anatomy of a Hit, qui a conduit le jeune groupe de rock El Cerrito Creedence Clearwater Revival à le découvrir et à signer avec Fantasy Records.
Fred Marshall, le bassiste de Guaraldi vers 1962-65, signale une évidence sur tous les enregistrements du pianiste : « Quand Vince a fait des solos, il ne s'est pas contenté de jouer les changements [d'accords] comme tant de gens avec qui j'ai travaillé. Ses solos étaient toujours des mélodies. On pouvait faire tellement de mélodies juste à partir de ses solos ».
Il faut également noter que Guaraldi possédait un sens de l'humour profondément drôle, qui se manifestait par ses blagues sur scène, par sa présentation visuelle avec cette moustache de morse, et par des cascades telles que la pose pour la photo de couverture de The Latin Side of Vince Guaraldi en se tenant sur une boîte en bois étiquetée Brazilian Coffee afin de paraître plus grand que le modèle qui l'embrassait.
En 1962, Guaraldi a fait un enregistrement en direct (en personne) au Trident Lounge de Sausalito avec son trio, Colin Bailey et Fred Marshall.
Lorsque Bailey est parti, il a été remplacé par Jerry Granelli, et «pendant les trois années suivantes, c'était moi et Jerry», se souvient Marshall. «Nous sommes partis sur la route avec Dick Gregory, nous avons fait un tas de dates et d'enregistrements avec Bola Sete, puis les spectacles de 'Peanuts» . Et bien que Guaraldi n'ait pas découvert Sète, il a ensuite emmené ce talentueux guitariste brésilien en tournée, n’hésitant pas à le présenter ainsi à son public. Ils ont enfin enregistré des albums ensemble, et cela a amené Bola Sete sur la voie d’une reconnaissance artistique et publique.
En 1966, Vince Guaraldi & Bola Sete font paraitre un album d’enregistrements en concert intitulé Live at El Matador tours chez Fantasy records. Barnaby Conrad (en), auteur passionné de tauromachie, avait ouvert le 1er octobre 1953, le nightclub El Matador situé au 492 Broadway, à San Francisco : il l'appela El Matador, d'après son roman de 1952.  

### Vince Guaraldi, compositeur de musique de dessins animés
Le producteur de documentaires pour la télévision Lee Mendelson cherchait un musicien pour le spectacle qu'il voulait faire sur le créateur de bandes dessinées Peanuts de Charles Schulz et, sur la recommandation du critique musical du San Francisco Chronicle  Ralph J. Gleason, il a appelé Guaraldi. Bien que ce documentaire ne se soit pas vendu, l'album de la bande-son A Boy Named Charlie Brown a été un succès et les thèmes créés par Guaraldi ont été retravaillés pour l'émission spéciale de télévision animée pour les vacances, A Charlie Brown Christmas, un succès immédiat auprès du public : l'album a été certifié platine pour des ventes d'un million d'unités.
Guaraldi a réalisé la musique de 15 dessins animés spéciaux de la chaîne Peanuts. En 1998, des enregistrements de bandes sonores inédits ont été sauvés de la chambre forte de Fantasy Records pour un nouveau CD de Charlie Brown, Holiday Hits.
George Winston n'est pas le seul jeune à avoir entendu et aimé la musique de Peanuts de Guaraldi. Le trompettiste Wynton Marsalis a écrit dans les notes de la pochette de son album Joe Cool's Blues (enregistré avec son père Ellis Marsalis) : « Quand j'étais enfant, la seule fois où l'on entendait du jazz à la télévision, c'était quand Charlie Brown est venu en ville… Je ne pensais pas à la bande dessinée sur la page, à part le dessin animé pour la télévision et la musique de Vince Guaraldi. ».
Le concert de musique sacrée de Guaraldi en 1965 à la Grace Cathedral de San Francisco, réédité et surtout remastérisé sous le nom de The Grace Cathedral Concert, a montré les qualités évidentes de sa oreille fine pour combiner les arrangements de chorale d'église avec son trio de jazz, et a précédé de quatre mois le plus célèbre concert sacré de Duke Ellington dans cette ville.
Guaraldi signe chez Warner Bros. Records à la fin des années 1960 et réalisera trois albums pour ce label. 
En 1971, il devient membre non officiel des Grateful Dead, avec lesquels il jamme lors des concerts de la Bay Area alors que le groupe se trouve entre deux claviéristes permanents.
Au moment de sa mort prématurée 6 février 1976 d’une crise cardiaque à Menlo Park,(Comté de San Mateo, Californie), Guaraldi était toujours à San francisco et venait d'achever de nouvelles musiques la bande-son de la 15e émission spéciale de télévision "Peanuts". 
L’album Holiday Hits, contenant la première nouvelle musique inédite de Guaraldi/Peanuts entendue depuis plus de 20 ans, a été très largement accueilli et considéré comme un ajout important à la discographie de ce pianiste de boogie-woogie populaire mais largement sous-estimé.

### Récompenses musicales
- 1963 : Grammy Award de la meilleure chanson de Jazz décerné le 15 mai 1963, à l’auteur compositeur Vince Guaraldi et son single Cast Your Fate to the Wind de l’album Jazz Impressions at Black Orpheus (Vince Guaraldi Trio) nommé dans la catégorie Original Jazz Composition.

Avec les formations de Cal Tjader
- Metronome Award Musician of the Year : Récompense du groupe de Cal Tjader[21]
- DownBeat Award récompensant le Cal Tjader Quintet[21]  featuring Luis Grant (bongos), Vince Guaraldi[22]] (piano), Cal Tjader (vibraphone), Al Torre (batterie) et Eugene Wright (contrebasse)[21] .

### Ils ont dit de lui…
George Winston
L'un de ses fans les plus fidèles, le pianiste George Winston, qui a enregistré un album hommage à des morceaux de Guaraldi, explique son caractère unique : « Sa musique fait partie de notre culture et nous la connaissons même si nous ne connaissons pas Vince. Il avait trois sacs : le latin, les Peanuts et le truc impressionniste Cast Your Fate to the Wind. Et ces trois sacs sont les siens. ».
Fred Marshall
Le bassiste de Guaraldi vers 1962-65, signale une évidence sur tous les enregistrements du pianiste : « Quand Vince a fait des solos, il ne s'est pas contenté de jouer les changements [d'accords] comme tant de gens avec qui j'ai travaillé. Ses solos étaient toujours des mélodies. On pouvait faire tellement de mélodies juste à partir de ses solos ».

## Compositeur de musique
Bande originale pour des films, téléfilms, court-métrages et documentaires d’animation de la série Peanuts / Charlie Brown.
- 1963 : A Boy Named Charlie Brown[23] (Téléfilm documentaire[24])
- 1965 : A Charlie Brown Christmas (Téléfilm)[23]
- 1966 : Charlie Brown's All Stars! (Court-métrage d’animation)[23]
- 1966 : It's the Great Pumpkin, Charlie Brown (Téléfilm)[23]
- 1967 : You're in Love, Charlie Brown (Court-métrage d’animation)[23]
- 1968 : C'est ton chien, Charlie Brown (Court-métrage d’animation)[23]
- 1969 : Charlie Brown and Charles Schulz (Téléfilm documentaire)[23]
- 1969 : It Was a Short Summer, Charlie Brown (Court-métrage d’animation)[23]
- 1969 : Un petit garçon appelé Charlie Brown (film d’animation)[23]
- 1971 : Play It Again, Charlie Brown (Court-métrage d’animation)[23]
- 1972 : You're Not Elected, Charlie Brown (Court-métrage d’animation)[23]
- 1973 : There's No Time for Love, Charlie Brown (Court-métrage d’animation)[23]
- 1973 : A Charlie Brown Thanksgiving (Court-métrage d’animation)[23]
- 1974 : It's a Mystery, Charlie Brown (Court-métrage d’animation)[23]
- 1974 : It's the Easter Beagle, Charlie Brown! (Court-métrage d’animation)[23]
- 1974 : Bicycles are Beautiful (Court-métrage documentaire)[23]
- 1975 : Be My Valentine, Charlie Brown (Court-métrage d’animation)[23]
- 1975 : You're a Good Sport, Charlie Brown (Court-métrage d’animation)[23]
- 1976 : Happy Anniversary, Charlie Brown (Téléfilm documentaire)[23]
- 1976 : It's Arbor Day, Charlie Brown (Court-métrage d’animation)[23]
- 1978 : Tooth Brushing (Court-métrage d’animation)[23]
- 1979 : It's Dental Flossophy, Charlie Brown (Court-métrage d’animation) (non crédité)[23]
- 2002 : Charlie Brown's Christmas Tales (Court-métrage d’animation)[23]
- 2015: The Peanuts Movie (film d’animation CGI)[23]

Musiques de publicité
- Mercury & Lincoln automobiles, Lincoln-Mercury Division, Ford Motor Company[23]

## Discographie

### Cal TjaderTrio, quartet et quintet
- 1953 : Cal Tjader Trio ∫ LP 10 Fantasy Records / Fantasy 3-9
- 1957 : Jazz at The Blackhawk (live) ∫ LP Fantasy Records / Fantasy F-3241 (mono) et F-8096 (stéreo), et en CD Original Jazz Classics OJCCD 436-2
- 1957 : Cal Tjader ∫ LP Fantasy Records / Fantasy F-3253 (mono) et F-8084 (stéreo)
- 1958 : Más Ritmo Caliente ∫ LP Fantasy Records / Fantasy F-3262 (mono) et F-8003 (stéreo)
- 1958 : Cal Tjader-Stan Getz Sextet ∫ LP Fantasy Records / Fantasy F-3266 (mono) et F-8005 (stéreo)
- 1959 : Cal Tjader's Latin Concert (live) ∫ LP Fantasy Records / Fantasy F-3275 (mono) et F-8014 (stéreo)
- 1959 : Latin for Lovers ∫ LP Fantasy Records / Fantasy F-3279 (mono) et F-8016 (stéreo)
- 1959 : Tjader Goes Latin ∫ LP Fantasy Records / Fantasy F-3289 (mono) et F-8030 (stéreo)
- 1965 : Cal Tjader's Greatest Hits ∫ LP Fantasy Records / Fantasy F-3366 (mono) et F-8366 (stéreo)
- 1976 : Cal Tjader, Chris Connor And Paul Togawa - Sessions, Live[25].  ∫ LP Calliope Records - Calliope série "Sessions, Live" CAL 3002

### Vince Guaraldi Trio
Avec son ami d'enfance, le guitariste Eddie Duran.
- Avec le Vince Guaraldi Trio[26]
  - 1955 : Modern Music of San Francisco ∫ LP Fantasy Records / Fantasy F-3213 (Liner notes de Ralph Gleason)
  - 1956 : Vince Guaraldi Trio ∫ LP Fantasy Records / Fantasy F-3225 (Liner notes de Ralph Gleason)
  - 1957 : A Flower is A Lonesome Thing ∫ LP Fantasy Records / Fantasy F-3257 (Liner notes de Ralph Gleason) et en CD Original Jazz Classics OJCCD 235-2

Sans le guitariste Eddie Duran.
- Avec le Vince Guaraldi Trio
  - 1962 : Jazz Impressions of Black Opheus (compilation) ∫ LP Fantasy Records / Fantasy F- 3337 (mono)  et F-8337 (stéreo)  / (1er titrage d'album) puis Cast Your Fate To The Wind[27]
  - 1964 : Jazz Impressions Of "A Boy Named Charlie Brown"[28] ∫ LP Fantasy Records / Fantasy – 5017 et F-8430 (Stéréo) et en CD Fantasy FCD-8430-2
- Vince Guaraldi trio et l’orchestre sous la direction de Barret Mineah
  - 1965 : A Charlie Brown Christmas (Original soundtrack)[29] ∫  LP Fantasy Records F 5019 et réédition CD Fantasy FCD-30066-2 "A Charlie Brown Christmas" Featuring The Famous Peanuts Characters (Original Soundtrack)"

### Vince Guaraldi &Bola Sete
- 1963 : Vince Guaraldi \ Bola Sete \ And Friends ∫ LP Fantasy Records / Fantasy F-3356 (mono) et F-8356 (Stéréo) et en CD Fantasy	FCD-9678-2
- 1964 : From All Sides ∫ LP Fantasy Records / Fantasy F-3356 (mono) et F-8356 (Stéréo) et en CD Original Jazz Classics OJCCD 989
- 1965 : The Navy Swings (with Don Wilson[30]) ∫ LP United States Navy / The Navy Swings et en CD VAG Publishing LLC "Vince Guaraldi & Bola Sete on deck as… the Navy Swings"
- 1966 : Live At El Matador ∫ LP Fantasy Records / Fantasy F-3371 (mono) et F-8371 (Stéréo) et en LP Original Jazz Classics OJC 289

### Sous son propre nom: Vince Guaraldi
- Vince Guaraldi Quartet
  - 1956 : Ron Crotty Trio / Vince Guaraldi Quartet / Jerry Dodgion Quartet – Modern Music From San Francisco ∫ LP Fantasy Records / Fantasy 3-213 (mono), et en LP Original Jazz Classics OJC-272
- En quintet
  - 1963 : In Person ∫ LP Fantasy Records / Fantasy F- 3352 (mono) ou F- 8352 (stéreo) [31]
- En Sextet[32]
  - 1964 : The Latin Side Of Vince Guaraldi ∫ LP Fantasy Records / Fantasy F-3360 (mono) et F-8360 et en CD Original Jazz Classics OJCCD 878-2 
  - 1965 : Vince Guaraldi At Grace Cathedral[33] ∫ LP Fantasy Records / Fantasy F-3367 (mono) et F-8367 (Stéréo) et en CD Fantasy FCD-9678-2
- Avec plusieurs formations dont Eddie Duran sera le guitariste
  - 1967 : With the San Francisco Boys Chorus ∫ D&D Records[34] VG-1116. Le liner-notes est de Derrick Bang.
  - 1969 : The Eclectic Vince Guaraldi ∫ Wounded Bird CD WOU-1775[35]
  - 1969 : Alma-Ville ∫ Wounded Bird CD WOU-1828[36]
- Avec le Vince Guaraldi Quartet[37]
  - 1968 : Oh Good Grief![38]' ∫ Warner Brothers Records LP WS 1747 (et réédition CD)

- - 1969 : A Boy Named Charlie Brown (Original Soundtrack)[23] ∫  LP Columbia Masterworks OS 3500[39]

### Compilations
- - 1980 : Greatest Hits 1962-1966[40] ∫ Fantasy Records MPF 4505, FCD 4505-2 (1989), FCD 7706-2
  - 1998 : Vince Guaraldi Trio : Charlie Brown's Holiday Hits[41] ∫ Fantasy Records CD F 9682, FCD 9682-2
  - 2009 : Essential Standards ∫ Concord / Original Jazz Classics CD OJC 31426 02
  - 2009 : The Definitive Vince Guaraldi (2 CD)  ∫ Concord / Fantasy FAN-31462
  - 2015 : Vince Guaraldi Trio - Peanuts Greatest Hits  ∫ Concord / Fantasy FAN-37957-01[42]
  - 2018 : The Complete Warner Bros.-Seven Arts Recordings (2 CD + bonus inédit)  ∫ Omnivore Recordings – OVCD-288[43]

### Inédits posthumes
- Avec le Vince Guaraldi Quartet[44] et l'orchestre de chambre Amici Della Musica
  - 1968 : The Charlie Brown Suite & Other Favorites[45] (inédit sorti en CD en 2003) ∫ CD Bluebird  82876-53900-2 - BMG/RCA
  - 1967 : The Vince Guaraldi Quartet - An Afternoon With The Vince Guaraldi Quartet (live)[46] (inédit sorti en CD en 2011) ∫ CD VAG Publishing LLC - VAG1121[47]

- Avec le Vince Guaraldi Quartet de 1971[48]
  - 1971 : Oaxaca[49]  ∫ CD D&D Records VG1125. Cet album est le fruit du travail de restauration de bandes de Michael Graves et de son fils Dave Guaraldi. "Recorded 1971 at Golden State Recording Studios, In Your Ear and The Matrix. All previously unreleased recordings published in 2004."

- Avec le Vince Guaraldi Trio
  - 1974 :  Live On The Air (Double CD live[50]) ∫ 2CD D&D Records VG1120[51]. Cet album d'inédits est le fruit du travail de restauration de bandes de son fils Dave Guaraldi.All previously unreleased live recordings published in 2008.
  - 1998 : Vince Guaraldi Trio - Charlie Brown's Holiday Hits[52] ∫ CD Fantasy Records – FCD-9682-2[53].
  - 2003 : The Charlie Brown Suite & Other Favorites (All previously unreleased live and studio tracks)[54]∫ CD Bluebird Records / Arista BMG - Bluebird 82876-53900-2[55].

- Bola Sete abd And The Vince Guaraldi Trio
  - 2001 : Paul Winter / Bola Sete And Vince Guaraldi - Ralph J. Gleason's Jazz Casual (Two Original Shows On One)[56] ∫ CD Koch Jazz Productions – Koch Jazz KOC CD-8566[57].

- Autres albums inédits posthumes
  - 1978 : Vince Guaraldi, Charles M. Schulz - Charlie Brown's All-Stars ∫ LP Charlie Brown Records – CBR 3702[58].
  - 2006 : Vince Guaraldi And Friends - North Beach ∫ CD D&D Records VG4465[59]. Cet album d'inédits est le fruit du travail de restauration de bandes de Michael Graves et de son fils Dave Guaraldi.
  - 2007 : Vince Guaraldi And The Lost Cues From The Charlie Brown Television Specials[60] ∫ CD D&D Records VG1118[61]. Cet album d'inédits est le fruit du travail de restauration de bandes de son fils Dave Guaraldi.
  - 2008 : Vince Guaraldi And The Lost Cues From The Charlie Brown Television Specials, Volume 2 ∫ CD D&D Records VG1119[62]. Cet album d'inédits est le fruit du travail de restauration de bandes de son fils Dave Guaraldi.
  - 2018 : It's The Great Pumpkin, Charlie Brown : Music From The Soundtrack (1966) ∫ CD Craft Recordings / Concord Music Group – CR00113[63].

### Pianiste pour d’autres artistes
- Pour le saxophoniste baryton Gus Mancuso (avec Cal Tjader et Eddie Duran)
  - 1956 : Introducing Gus Mancuso[64]∫  LP Fantasy Records - Fantasy F-3233 et réédition CD Fantasy FCD-24762-2 sous le titre "Gus Mancuso & Special Friends"
- Pour le chanteur clarinettiste Woody Herman and the Swingin'Herd
  - 1956 : Blues Groove  ∫  LP Capitol Records - Capitol T784
- Pour le tromboniste Frank Rosolino et son quintet
  - 1957 : The Legend Of Frank Rosolino[65]∫  LP Mode Records – MOD LP #107, puis en 1959, LP Interlude Records MO 500 (mono) et ST 1000 (stéréo), puis en 1963 Lp Premier Albums PM 2014 et version CD Vap, Mode Records 85033-30, MOD-LP-107 sous le nom de "Frank Rosolino Quintet".
- Pour Richie Kamuca & Bill Holman
  - 1957 : Jazz Erotica  ∫  LP HiFi Records - HiFi R 604 (mono) et SR 609 (Stéréo) et Version CD Original Jazz Classics, HiFi Records OJC 1760 /R 609
- Pour le trompettiste Conte Candoli
  - 1957 : Conte Candoli Quartet[66]  ∫  LP Mode Records - MOD LP #109, puis en 1963 Premier Albums - PM 2009
  - 1960 : Conte Candoli All Stars[67] - Little Band Big Jazz[68]  ∫  LP Crown Records - CST 190 et réédition CD Fresh Sound Records FSR 1629.
  - 1964 : Vince Guaraldi And The Conte Candoli All Stars - Conte Candoli All Stars[69] ∫  LP Crown Records - CLP 5417.
- Pour le saxophoniste Brew Moore (avec Cal Tjader)
  - 1958 : Brew Moore[70]∫  LP Fantasy Records - Fantasy F-3264 et réédition LP Original Jazz Classics OJC-049.

- Pour le chanteur clarinettiste Woody Herman
  - 1956 : Woody Herman And The Swingin' Herd - Blues Groove[71] ∫  LP Capitol Records – Capitol T784
  - 1959 : Woody Herman's Anglo-American Herd[72] - In England, April 1959(Live)[73] ∫  LP Jazz Groove Records – Jazz Groove JG004
  - 2006 : His Octet And His Band - Blues & Swing Groove[74],[75] ∫  CD Fresh Sound Records - Fresh Sound FSR 2238
  - 2000 :  The Complete Capitol Recordings of Woody Herman (Coffret 6 CD contenant des inédits sorti en singles avec Vince Guaraldi au piano)
- Pour le percussionniste Mongo Santamaría
  - 1959 : Mongo[76]∫  LP Fantasy Records - Fantasy F-3291 (mono) et F-8032 (stéréo).

- Pour Nina Simone[77]
  - 1964 : Live - With Special Guest Vince Guaraldi[78]∫  LP Coronet Records – CX 242.